# David Murray (piloto)
David Murray (Edimburgo, Escocia, Reino Unido; 28 de diciembre de 1909-Las Palmas de Gran Canaria, España; 5 de abril de 1973) fue un piloto de automovilismo británico. Participó en cinco Grandes Premios de Fórmula 1, debutando el 13 de mayo de 1950, y también fundó el equipo Ecurie Ecosse, con sede en Merchiston Mews en Edimburgo.
Murray era un contador público de profesión y corrió en el equipo English Racing Automobiles (ERA) y posteriormente un Maserati 4CLT tanto en el país como en eventos europeos, antes de formar Ecurie Ecosse en 1952. También participó en mítines y subidas de colinas. Después de un evento del Campeonato del Mundo, para Ecosse, Murray se retiró como piloto para concentrarse en dirigir el equipo. Ecurie Ecosse ganó la carrera de las 24 Horas de Le Mans tanto en 1956 como en 1957, cada vez con un Jaguar D-Type.
Murray se mudó al extranjero y falleció en un accidente de tráfico en las Islas Canarias el 5 de abril de 1973.

## Resultados

### Fórmula 1
(Clave) (negrita indica pole position) (cursiva indica vuelta rápida)

| Año         | Escudería           | 1       | 2   | 3   | 4   | 5       | 6       | 7       | 8   | Pos. | Puntos |
| ----------- | ------------------- | ------- | --- | --- | --- | ------- | ------- | ------- | --- | ---- | ------ |
| 1950        | Scuderia Ambrosiana | GBR Ret | MON | 500 | SUI | BEL     | FRA     | ITA Ret |     | NC   | 0      |
| 1951        | Scuderia Ambrosiana | SUI     | 500 | BEL | FRA | GBR Ret | GER DNS | ITA     | ESP | NC   | 0      |
| 1952        | Ecurie Ecosse       | SUI     | 500 | BEL | FRA | GBR Ret | GER     | NED     | ITA | NC   | 0      |
| Referencia: |                     |         |     |     |     |         |         |         |     |      |        |